# Diceratobasis melanogaster
Diceratobasis melanogaster là một loài chuồn chuồn kim thuộc họ Coenagrionidae. Đây là loài đặc hữu của Cộng hòa Dominica. Môi trường sống tự nhiên của chúng là rừng ẩm vùng đất thấp nhiệt đới hoặc cận nhiệt đới. Chúng hiện đang bị đe dọa vì mất nơi sống.